# 首都圏新都市鉄道TX-1000系電車

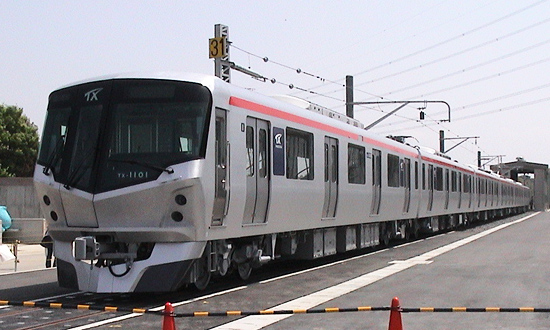
TX-1000系先行試作車（2003年4月 車両基地公開イベントにて）

首都圏新都市鉄道TX-1000系電車（しゅとけんしんとしてつどうTX-1000けいでんしゃ）は、首都圏新都市鉄道の直流通勤形電車。

## 概要
首都圏新都市鉄道つくばエクスプレス（以下、つくばエクスプレス）開業時に導入された車両で、路線内のうち直流電源で電化されている東京都心側の秋葉原駅 - 守谷駅間での運用を担う。交流電源に対応していないため守谷駅 - つくば駅間の入線はできない。形式称号の "TX" はつくばエクスプレスのローマ字表記"Tsukuba eXpress"に由来する。
2003年（平成15年）3月に先行試作車6両編成1本が、2004年（平成16年）3月から2005年（平成17年）1月にかけて量産車6両編成13本（78両）が川崎重工業兵庫工場にて落成した。

## 車体
車体は片側4か所の両開き客用扉を有する。車体のサイズ（車両限界）はJRの在来線と同等の全長20m級、幅2,950mm級で他の私鉄や地下鉄車両に比べて大きなものとなっている。
材質はアルミニウム合金で、最新のダブルスキン構造を採用した。塗装はされておらず地金の色が銀色に輝き、アクセントとして車体側面上部に赤色のテープによるラインを張り付けている。これらは日立製作所の開発した「A-train」の技術を用いており、これを川崎重工がライセンス生産するという形になっている。前面デザインは鋭いラインとV字型のガラスが特徴で、高速感を出したものとなっており、路線内のトンネル区間、地下区間で非常時の避難を目的に貫通扉を持つ。
屋根上に空調装置を1基搭載し、冷房時の能力は42,000kcal/hである。空調装置内には通年稼働する空気清浄機を併設する。集電装置は東洋電機製造製でPT7149-B型を名乗り、シングルアーム型でばね上昇、圧縮空気下降式で、片側にしか集電装置がない車両では増設の準備工事がされており、台座もある。

## 車内
車内は白色を基調とし、客用ドアにも同色の化粧板仕上げである。各ドア下部には滑り止めを兼ねた黄色の点字ブロックが貼り付けされているほか、ドアの開閉に合わせてドアチャイムが鳴動するなど視覚障害者に配慮したものとなっている。また、編成中2両（2号車と5号車）に車椅子スペースを持つ。
座席は全車両が住江工業製のロングシートで通勤需要に対応したものとなっており、一人分の着席区画を明確化したバケットシート仕様であるほか、座席を壁面だけで支えることによって足元を広く使えるようになっている。また、着席区画の明確化と同時に混雑時につかまったり、着席・起立の補助となる握り棒（スタンションポール）が設置されている。
側面の窓は大きな1枚ガラスを用いている。1990年代以降の新型車両では紫外線カット機能付きのガラスを採用する代わりにカーテンを廃するものも出てきたが、本系列では透明ガラスと巻き上げカーテンを採用した。この窓は開閉不能であるが、空調設備が故障した時の換気用として車両連結面（妻面）に開閉可能な小窓を設置している。
乗客用車内案内表示装置としてLED式の文字スクロールによるものと路線図式のものが設置されている。他事業者では路線図式のものはLED式の文字スクロールによる表示に取って代わったところが多く、新たに採用しているところは少ない。また、自動放送を搭載しており、日本語と英語に対応している。

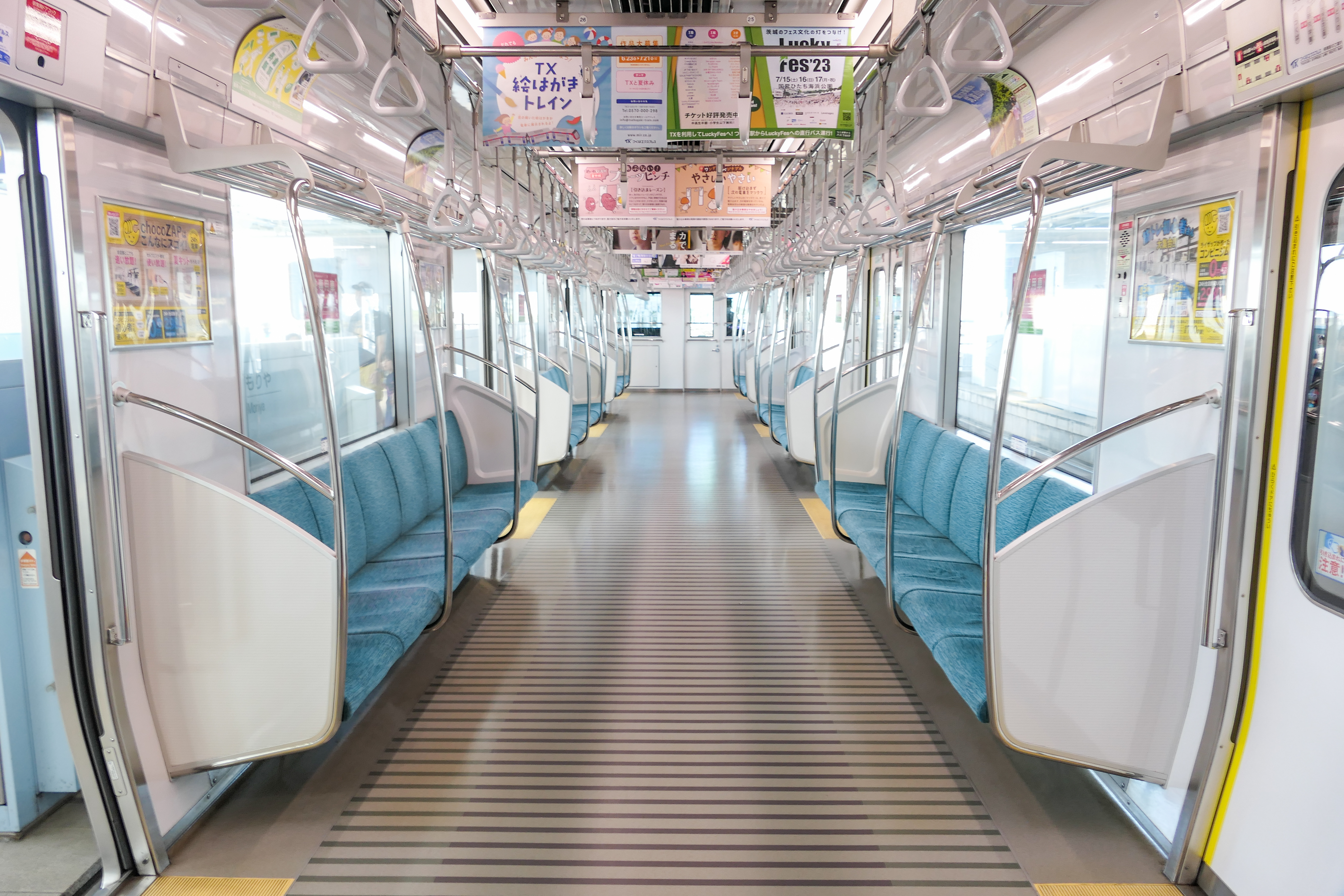
車内（1101）
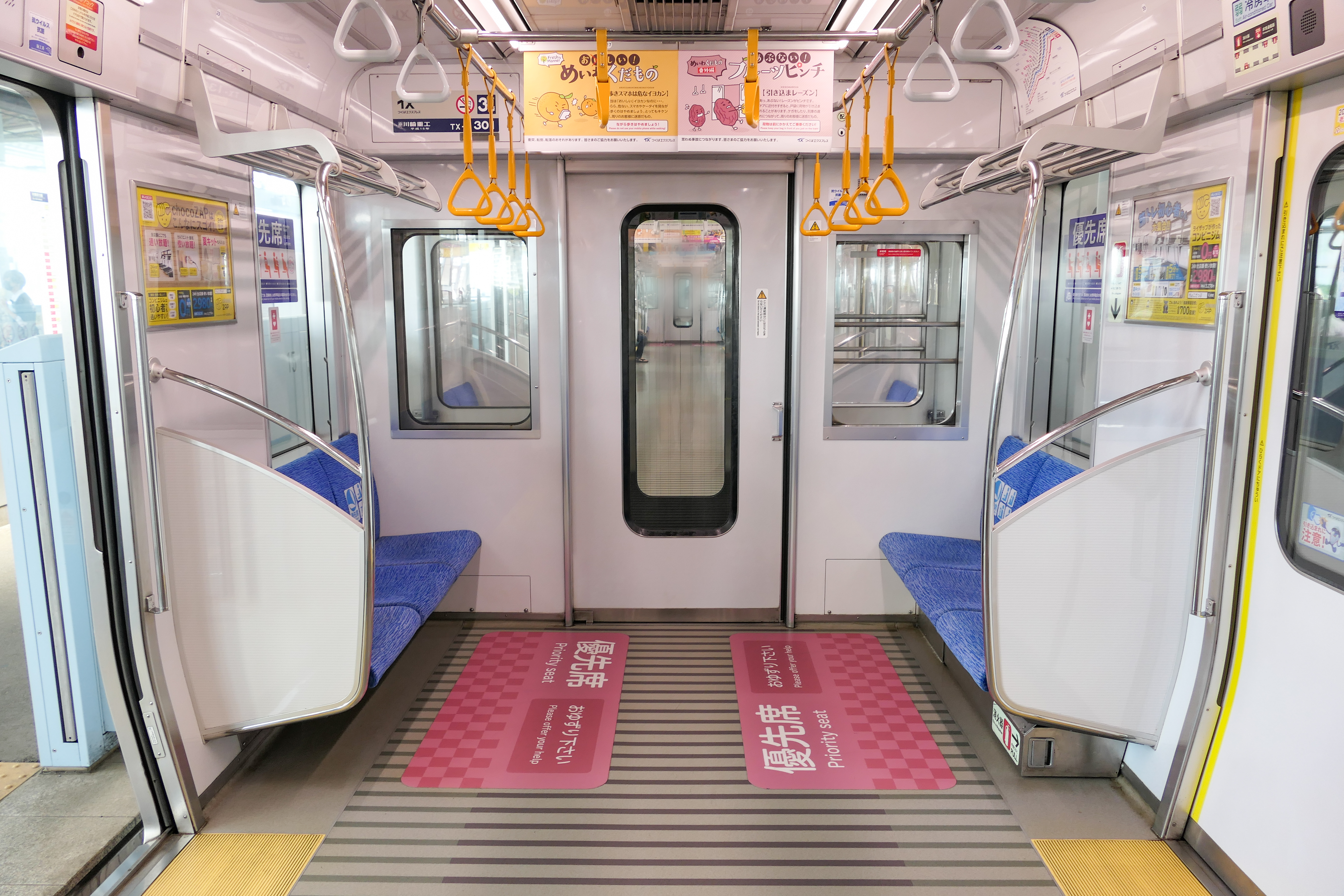
優先席（1301）
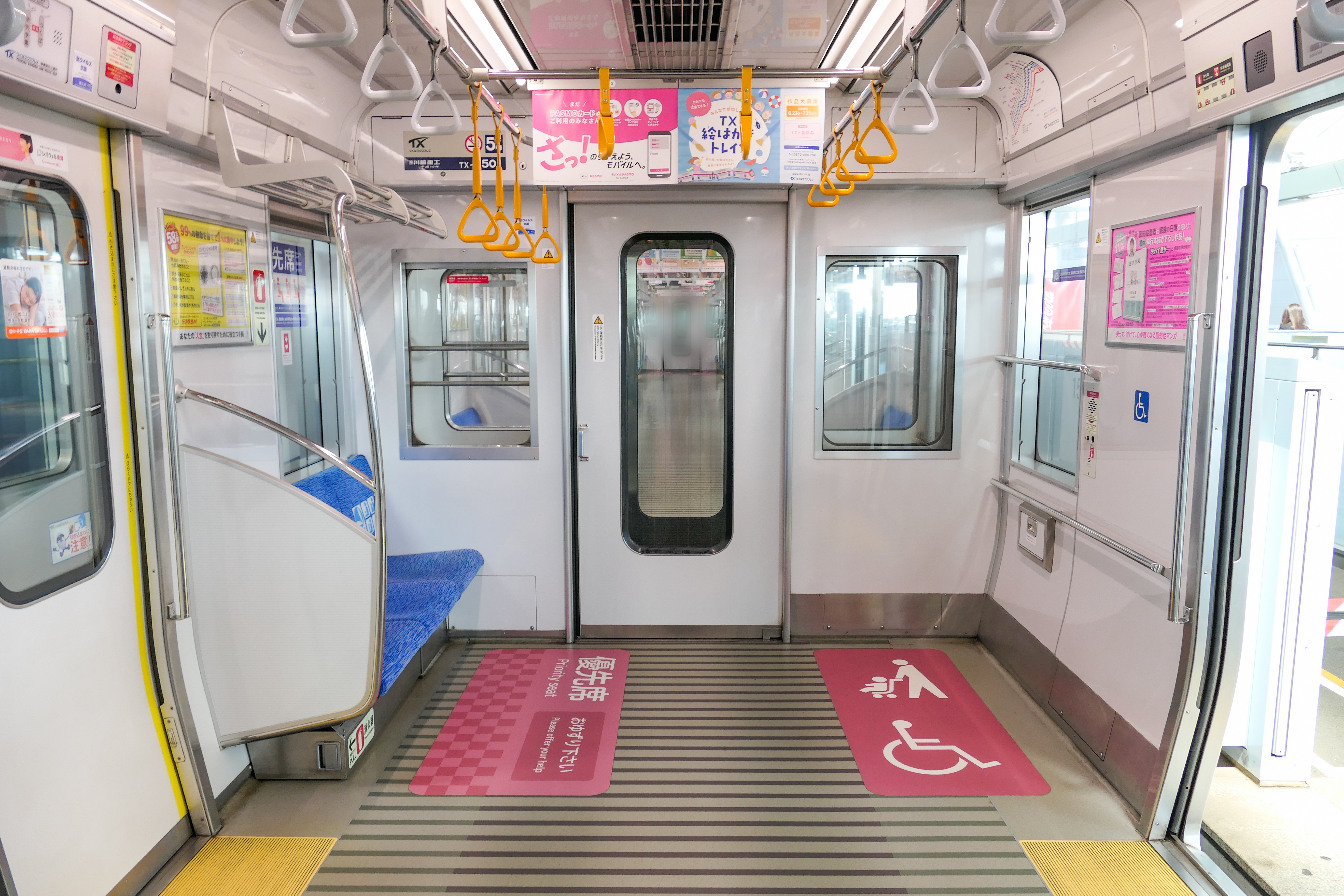
車椅子スペース（1501）
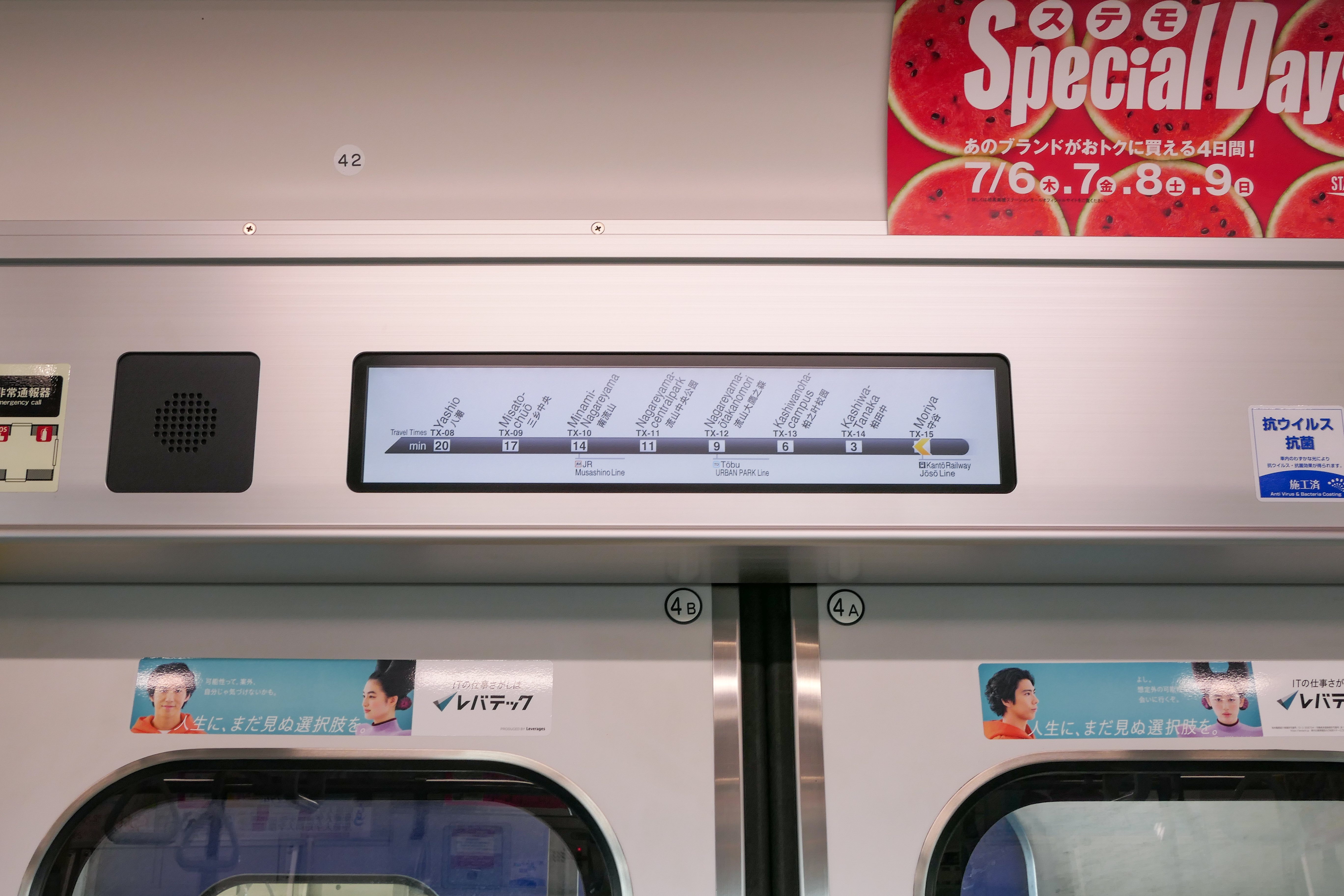
LCD式の車内案内表示器（1501）
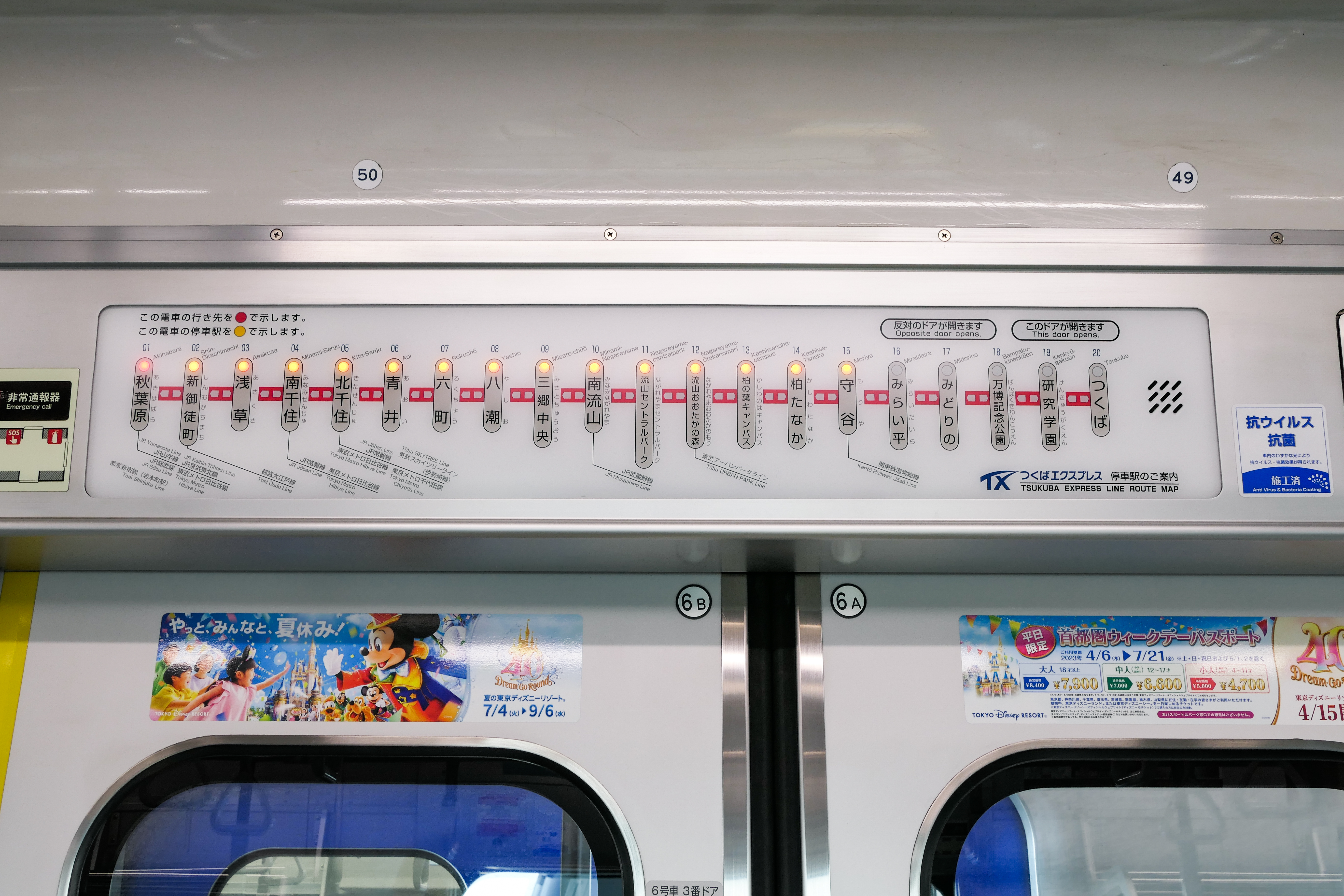
路線図式の行先表示器（1501）

## 運転・走行機器
つくばエクスプレスではワンマン運転を行う列車としては日本最速となる最高速度130km/hで運行されており、それに対応した設備を有する。
運転台のマスター・コントローラーはワンハンドル仕様で、力行とブレーキが一体化しており左手だけで操作する。また、ワンマン運転対応のために客用ドア開閉スイッチを運転台に併設する。運転台にはTIS（車両制御情報管理装置）と呼ばれる三菱電機製のモニタ装置があり、各車両の状態が一目でわかるようになっている。
主制御機器（走行用モーターの制御装置）には東芝製IGBT方式のVVVFインバータ（回生ブレーキ対応）を採用した。1基のVVVFインバータが制御する主電動機の数を2台に制限することで、制御装置が故障した時も自力走行できることを目標にしている。主電動機（走行用モーター）も東芝製のかご形三相誘導電動機・SEA-397形を、電動車1両に4台搭載する。車軸への動力伝達はTD平行カルダン駆動方式、歯車比は1:6.53で起動加速度3.0km/h、最高速度130km/hに対応している。
台車は川崎重工業製で、軸梁式のボルスタレス台車である。電動車がKW167、付随車がKW168を名乗る。
車内照明や冷暖房の電源として東芝製静止形インバータ (SIV) を搭載、ブレーキなどに用いる圧縮空気を供給する電動空気圧縮機 (CP) はクノールブレムゼ製SL22系を搭載する。

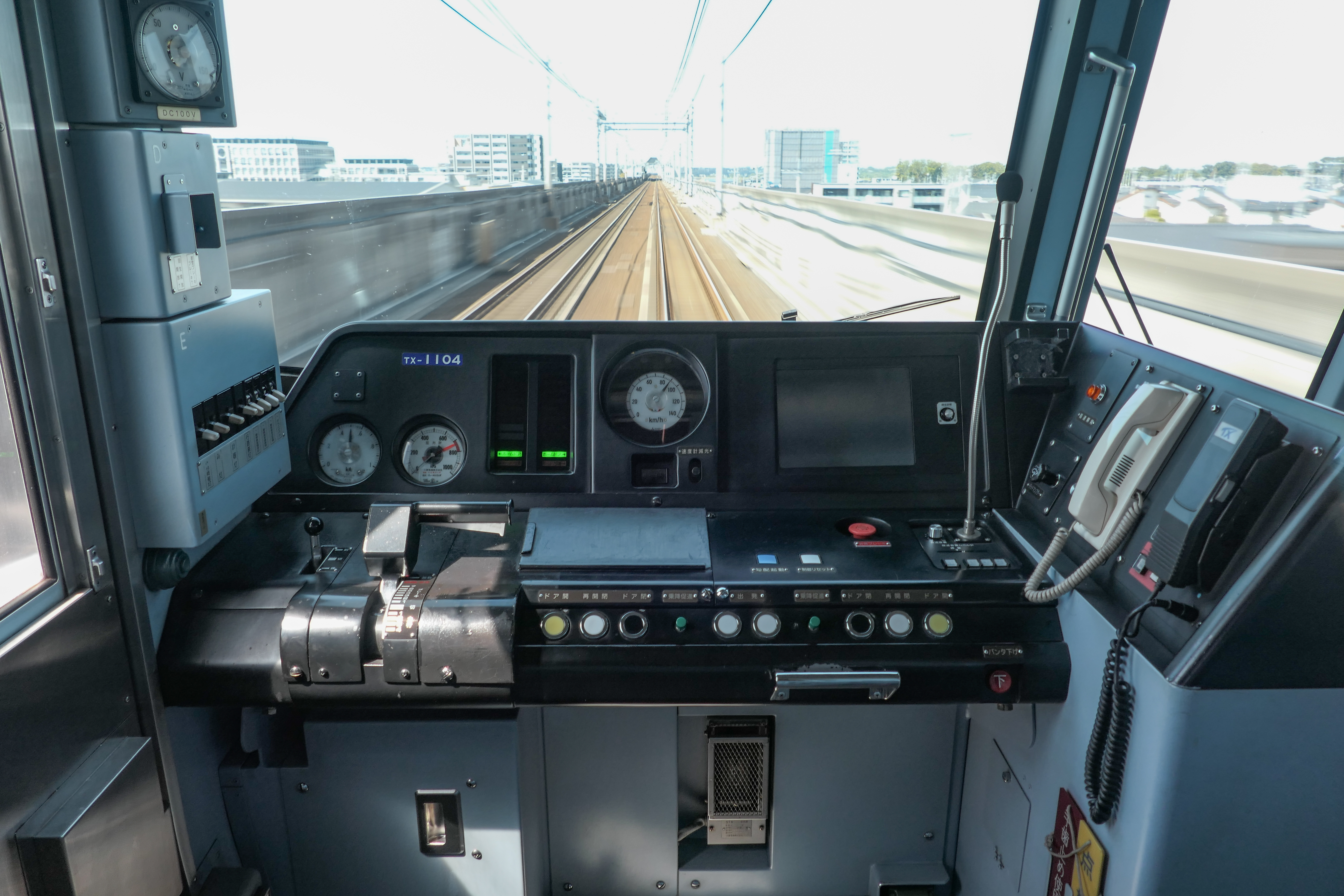
運転台（1104）

## 保安装置
ATCとATO・TASCを搭載し、ワンマン運転を実施している、基本的に本線上ではATO運転（自動運転）を行っており、運転士の出発ボタン操作で力行から次駅停車までを自動で行うようになっている。ATO運転中の手動介入は、高位のブレーキ操作のみ受け付ける。ただし、車両基地内では手動運転を行っている。
2014年1月から朝ラッシュ時の守谷 - 北千住間はTASC運転を実施している。これは先行列車に接近した追従運転時、ATOでは度重なる車内信号の現示変化に柔軟な対応が難しく、乗り心地が低下していたためである。
運転席背面には運転切換スイッチがあり、ATC（手動）運転・ATO運転（自動運転）・ATC（TASC）運転の3モードから選択できる。ATOには運転モードがあり、雨天モード・平常モード・回復モードの3モードから選択できる。雨天モードは雨天時または降雪時の滑走防止のため、平常よりも減速度を約20 %抑えるもので、回復モードは目標速度を平常モードより2 km/hアップさせるもの（平常モードはATC信号現示の5 km/h下で運転）である。ただし、現在はATOソフトウェアの改修により、平常モードの目標速度をアップさせており、回復モードは使用していない。

## 編成

### TX-1000系編成表
| \| \| \| ← 守谷秋葉原 → \| \| \| \| \| \| \| \| 号車 \| 号車 \| 1 \| 2 \| 3 \| 4 \| 5 \| 6 \| 製造年 \| \| 形式 \| 形式 \| TX-1100形 （CT1） \| TX-1200形 （M1） \| TX-1300形 （T'） \| TX-1400形 （M1'） \| TX-1500形 （M2'） \| TX-1600形 （CT2） \| 製造年 \| \| 搭載機器 \| 搭載機器 \| CP,BT \| CONT,SIV,PT \| \| CONT,SIV,PT \| CONT \| CP,BT \| 製造年 \| \| 重量 \| 重量 \| 30.3t \| 33.6t \| 26.5t \| 33.8t \| 31.3t \| 30.9t \| 製造年 \| \| 定員 \| 定員 \| 147人 \| 158人 \| 158人 \| 158人 \| 158人 \| 147人 \| 製造年 \| \| 座席定員 \| 座席定員 \| 48人 \| 51人 \| 54人 \| 54人 \| 51人 \| 48人 \| 製造年 \| \| 備考 \| 備考 \| \| 車椅子 \| 弱冷房車 \| \| 車椅子 \| \| 製造年 \| \| 車番 \| 試作車 \| TX-1101 \| TX-1201 \| TX-1301 \| TX-1401 \| TX-1501 \| TX-1601 \| 2003年 （平成15年） \| \| 車番 \| 量産車 \| TX-1102 ： TX-1114 \| TX-1202 ： TX-1214 \| TX-1302 ： TX-1314 \| TX-1402 ： TX-1414 \| TX-1502 ： TX-1514 \| TX-1602 ： TX-1614 \| 2004年 （平成16年） ： 2005年 （平成17年） \| | |                               |                    |                    |                    |                    |                    |                                            |
| 形式 - CT：制御車 - T：付随車 - M：電動車 | 機器 - CONT：VVVFインバータ装置 - CP：電動空気圧縮機 (Compressor) - SIV：静止形インバータ - PT：集電装置 (pantograph) - BT：蓄電池（バッテリー） | 設備 - 車椅子：車椅子スペース |                    |                    |                    |                    |                    |                                            |
| | | ← 守谷秋葉原 →                |                    |                    |                    |                    |                    |                                            |
| 号車 | 号車 | 1                             | 2                  | 3                  | 4                  | 5                  | 6                  | 製造年                                     |
| 形式 | 形式 | TX-1100形 （CT1）             | TX-1200形 （M1）   | TX-1300形 （T'）   | TX-1400形 （M1'）  | TX-1500形 （M2'）  | TX-1600形 （CT2）  | 製造年                                     |
| 搭載機器 | 搭載機器 | CP,BT                         | CONT,SIV,PT        |                    | CONT,SIV,PT        | CONT               | CP,BT              | 製造年                                     |
| 重量 | 重量 | 30.3t                         | 33.6t              | 26.5t              | 33.8t              | 31.3t              | 30.9t              | 製造年                                     |
| 定員 | 定員 | 147人                         | 158人              | 158人              | 158人              | 158人              | 147人              | 製造年                                     |
| 座席定員 | 座席定員 | 48人                          | 51人               | 54人               | 54人               | 51人               | 48人               | 製造年                                     |
| 備考 | 備考 |                               | 車椅子             | 弱冷房車           |                    | 車椅子             |                    | 製造年                                     |
| 車番 | 試作車 | TX-1101                       | TX-1201            | TX-1301            | TX-1401            | TX-1501            | TX-1601            | 2003年 （平成15年）                        |
| 車番 | 量産車 | TX-1102 ： TX-1114            | TX-1202 ： TX-1214 | TX-1302 ： TX-1314 | TX-1402 ： TX-1414 | TX-1502 ： TX-1514 | TX-1602 ： TX-1614 | 2004年 （平成16年） ： 2005年 （平成17年） |

- 両先頭車には保安装置としてATC/ATO装置、ATO車上子、ATO送受信装置、戸閉制御切換装置を搭載。
- 静止形インバータのほか、両先頭車には排気扇用インバータを搭載。
- TX-1600形には列車無線装置と床下に無線アンテナ4基を設置。

つくばエクスプレスでは沿線の利用客増加に伴い、2030年代の前半を目安に8両編成へ増強する。そのため、当形式も中間に電動車と付随車各1両を挿入した8両編成の増強が予定されている。

## 運用
秋葉原駅 - 守谷駅間で、普通列車を中心に、一部の区間快速列車にも運用されている。